# Cnemotrupes pinalonensis
Cnemotrupes pinalonensis är en skalbaggsart som beskrevs av Henry Fuller Howden 1994. Cnemotrupes pinalonensis ingår i släktet Cnemotrupes och familjen tordyvlar. Inga underarter finns listade i Catalogue of Life.